# Gagea chanae
Gagea chanae är en liljeväxtart som beskrevs av Aleksandr Alfonsovitj Grossgejm. Gagea chanae ingår i Vårlökssläktet och i familjen liljeväxter.

## Underarter
Arten delas in i följande underarter:
- G. c. chanae
- G. c. oppressa